# Аламоза
 Тази статия е за града в Колорадо, САЩ.  За окръга вижте Аламоза (окръг).  
Аламоза (на английски: Alamosa) е град в окръг Аламоза, щата Колорадо, САЩ. Аламоза е с население от 7960 жители (2000) и обща площ от 10,3 km². Намира се на 2299 m надморска височина. ЗИП кодът му е 81101, 81102, а телефонният му код е 719.